# 웨일스 공자 루이
웨일스 공자 루이(영어: Prince Louis of Wales, 2018년 4월 23일 ~ )는 영국 웨일스 공 윌리엄과 웨일스 공비 캐서린의 둘째 아들이자 셋째 아이이며 누나 샬럿 공주에 이어 영국 왕위 계승 서열 4위가 된다. 아버지의 공작위에 따라 케임브리지 공자로 불리며 풀네임은 루이 아서 찰스이다. 이름 루이는 아버지 윌리엄 왕자와 친형 조지 왕자의 중간이름이며 아서는 아버지와 친조부 찰스 왕세자의 중간이름이다. 마지막 중간 이름인 찰스는 찰스 왕세자의 이름에서 따온 것으로 보인다. 왕실법 개정에 의해 여자인 샬럿 공주가 먼저 태어났기 때문에 누나 아래의 순위로 왕위 서열을 받게 되었다.